# Vilva (raion de Solikamsk)
Vilva (en rus: Вильва) és un poble del krai de Perm, a Rússia, que en el cens del 2010 tenia 469 habitants.